# 悪女たちのメス
『インシデント 悪女たちのメス』（インシデント あくじょたちのメス）は、秦建日子による初の文庫書き下ろし小説。2011年11月15日に講談社文庫から刊行された。
2011年にフジテレビ系でテレビドラマ化されている。

## あらすじ
超一流の腕を持つ女性脳外科医は、難病の女子高生の手術を自ら考案した術式で成功させる。しかし、医療事故か陰謀か、容体が急変しその女子高生が亡くなる。

## テレビドラマ
『悪女たちのメス』は、2011年から2012年までフジテレビ系「金曜プレステージ」で放送されたテレビドラマシリーズ。全2回。主演は仲間由紀恵。著者の秦がドラマ版の脚本も書いている。
第2作は、原作小説の設定を使ったオリジナルストーリーである。

### キャスト

#### レギュラー
桧山冬実
演 - 仲間由紀恵
聖カタリナ総合病院の脳外科医。バイク通勤している。第2作は夏帆が殺人を犯したため地方病院を転々としている。
桧山夏帆
演 - 西田尚美
冬実の姉。アル中。冬実が執刀した伊波さやかの手術映像DVDがネットオークションに出品される。落札に失敗した冬実のためDVDを奪うが自宅まで追いかけてきた望月悠を包丁で刺して殺害する（第1作）。第2作は西東京刑務所の囚人で囚人番号は596番。
美原千景
演 - 木村文乃
新人の医療コーディネーター。

#### ゲスト
第1作「成功したはずのオペで患者が急死！止まらない死の連鎖…真相を巡り激突する4人の悪女！誰が嘘で誰が真実？全員容疑者」（2011年）
- 中原永遠子（医療コーディネーター） - 瀬戸朝香（第2作に回想で出演）
- 正木恵（冬実のオペ看護師） - 佐藤江梨子
- 真田拓馬（冬実のオペ第一助手・冬実の同期） - 福士誠治（第2作に回想で出演）
- 日比野信吾（冬実のオペ第二助手） - 森山栄治
- 中村真彦（聖カタリナ総合病院 麻酔科医） - KEIJI (EXILE)
- 伊波さやか（慶英高校 一年生・ウィリス動脈輪閉塞症を発症） - 小松美月（第2作に回想で出演）
- 望月悠（慶英高校 三年生・さやかの先輩） - 神永圭佑（第2作に回想で出演）
- 聖カタリナ総合病院 事務長 - 遠山俊也
- 映像サーバールームスタッフ - 隈部洋平
- シマザキ カズヤ（ネットオークション売主の代理人） - 向野章太郎
- 丸山和也（聖カタリナ総合病院 看護師） - 丸山敦史
- 聖カタリナ総合病院 看護師 - 朝倉えりか、猪狩朝海
- 青山警察署 刑事 - 加門良、井川哲也
- 伊波りえ子（さやかの母・教育評論家） - 一谷真由美
- 経産連 会長秘書 - 小田竜世
- 冒頭部の救急隊員 - 吉田雄樹
- 愛（聖カタリナ総合病院 入院患者） - 古庄みかる
- 蓮井仁（東都国際中央病院 院長） - 伊武雅刀
- 瀧川一郎（聖カタリナ総合病院 院長） - 船越英一郎（第2作に回想で出演）
- 大石継太、店長松本、水沢駿、坂本爽、奥村友美、鹿内大嗣、阿久澤奈々

第2作「最凶スーパードクターが挑む患者の連続死！医療ミス？陰謀？罠？騙し合う4人の悪女！病棟に眠る忌まわしき黒い秘密」（2012年）
- 石塚誠一（石塚総合病院 医師・婿養子） - 中村蒼
- 太田理沙子（石塚総合病院 脳外科医） - 山口紗弥加
- 相馬孝明（石塚総合病院 脳外科医） - 笠原秀幸
- 荒木祐樹（石塚総合病院 麻酔科医） - 森岡豊
- 天童（石塚総合病院 元医師・冬実の研修医時代の恩師・13年前焼身自殺） - 春田純一
- 中川恭子（中川浩介の妻） - 黒坂真美
- 江間よし子（石塚総合病院の院内食堂のおばさん） - 大島蓉子
- 中川浩介（プロサッカーチーム「品川サイクロンズ」FW・石塚総合病院 入院患者） - 古原靖久
- 石塚彩奈（誠一の妻・富士夫の娘） - 早織
- TVリポーター - 築山万有美
- 富士宮市立病院 医師 - 大貫勇輔
- 美原千景のアシスタント - 伊勢みはと
- 中川実花（中川夫妻の娘） - 渋谷そら
- 太田沙江子（太田理沙子の娘） - 小西舞優
- レポーター - 松林栄一
- 看護師 - 西條裕美、谷真美也
- 白石由紀（石塚総合病院 脳外科医） - 大塚寧々
- 石塚富士夫（石塚総合病院 院長） - 高橋英樹
- 末原拓馬、店長松本、木崎浩之、高田裕司、佐伯花恵、小坂逸、中山さおり、黒田浩二、中谷竜、山口美友紀

### スタッフ
- 原作・脚本 - 秦建日子「インシデント…悪女たちのメス」（講談社文庫）
- 音楽 - 菅野祐悟
- 演出 - 葉山浩樹(1)、日比野朗(2)
- 主題歌
  - 第1作 - アンジェラ・アキ「Honesty」
  - 第2作 - 曽根由希江「愛しい人」
- 音楽プロデュース - 志田博英
- 特殊造形 - 松井祐一
- 技術協力 - ビデオスタッフ
- 照明協力 - ザ・ホライズン
- 美術協力 - フジアール
- 脚本協力 - 及川真実(1)、遠山絵梨香(2)
- 医療監修 - 堀エリカ、林恭弘
- 企画・編成 - 太田大
- プロデュース - 志村彰、高石明彦
- 制作 - フジテレビ
- 制作著作 - The icon

### 放送日程
| 話数 | 放送日         | サブタイトル                                                                                                  | 演出     | 視聴率 |
| ---- | -------------- | --- | -------- | ------ |
| 1    | 2011年12月09日 | 成功したはずのオペで患者が急死！ 止まらない死の連鎖…真相を巡り激突する4人の悪女！誰が嘘で誰が真実？全員容疑者 | 葉山浩樹 | 14.0%  |
| 2    | 2012年12月21日 | 最凶スーパードクターが挑む患者の連続死！ 医療ミス？陰謀？罠？騙し合う4人の悪女！病棟に眠る忌まわしき黒い秘密  | 日比野朗 | 09.5%  |

- 視聴率はビデオリサーチ調べ、関東地区・世帯